# 胡斯托·特哈达
胡斯托·特哈达·马丁内斯（西班牙語：Justo Tejada Martínez，1933年1月6日—2021年1月31日），西班牙足球运动员，司职前锋。

## 生平
1933年生于加泰罗尼亚巴塞罗那。1953年至1961年期间为巴塞罗那效力，1953年10月18日在对阵巴伦西亚的比赛中首次出场。此后，他总共参加了245场比赛并打入126个进球，获得2次博览会杯冠军、2次西甲冠军和2次国王杯冠军。他曾8次入选西班牙国家队，也同样为加泰罗尼亚联队踢过3场比赛。1961年巴塞罗那在欧洲冠军杯决赛败给葡萄牙本菲卡后，他于1962年加入皇家马德里，并得到了阿尔弗雷多·迪斯蒂法诺的认可，此后随队获得2次西甲冠军。1963年，他为西班牙人效力，1965年正式退役。
2021年1月31日逝世。

## 夺冠纪录
巴塞罗那
- 博览会杯: 1955–58, 1958–60
- 西甲: 1958–59, 1959–60
- 西班牙國王盃: 1956–57, 1958–59

皇家马德里
- 西甲: 1961–62, 1962–63
- 西班牙國王盃: 1961–62